# Johnny Bristol
Johnny Bristol (* 3. Februar 1939 als John William Bristol in Morganton, North Carolina; † 21. März 2004 in Howell, Michigan) war ein US-amerikanischer Soul-Sänger, -Produzent und -Songschreiber, der in den 1960er Jahren mit Harvey Fuqua (1929–2010) zahlreiche Klassiker des Genres für die Plattenfirma Motown schrieb beziehungsweise produzierte. Ab 1974 nahm Bristol auch selbst Platten auf und landete auf Anhieb mit Hang on in There Baby einen internationalen, für den Grammy nominierten Hit, den er trotz zahlreicher weiterer Veröffentlichungen in dieser Größenordnung nicht wiederholen konnte.

## Karriere

### Die frühen Jahre und Erfolge bei Motown
Johnny Bristols musikalische Karriere begann in den späten 1950er Jahren. Der Musiker, der bereits in der High School in einer Band gesungen hatte, diente gerade in der US-Luftwaffe als er die Bekanntschaft von Jackey Beavers machte. Mit ihm gründete er das Duo Johnny & Jackey, das ab 1959 einige Singles bei kleineren Labels wie Anna oder Tri-Phi veröffentlichte, aber keine nennenswerte Erfolge verbuchen konnte. Bemerkenswert war allerdings die Aufnahme Someday We’ll Be Together, die im Jahre 1969 in einer Version der Supremes zum Top-Hit werden sollte. Diese Komposition entstand nicht nur in Zusammenarbeit mit Beavers, sondern auch mit Harvey Fuqua, der in der Zukunft eine feste Songwritingpartnerschaft mit Bristol einging.
Nachdem die Labels Anna und Tri-Phi von der aufstrebenden Plattenfirma Motown aufgekauft worden waren, erkannte deren geschäftstüchtiger Chef Berry Gordy Jr. das Potential von Bristols und Fuquas Kompositionen, die fortan von hochkarätigen Künstlern des Hauses wie Marvin Gaye, Tammi Terrell, The Marvelettes, The Isley Brothers, Gladys Knight & the Pips, David Ruffin, The Spinners, Four Tops und natürlich den Supremes aufgenommen wurden. Auch als Produzent behauptete sich Bristol: Die Gaye/Terrell-Duette Ain’t No Mountain High Enough, Your Precious Love und If I Could Build My Whole World Around You (alle 1967) wurden von ihm ebenso verantwortet wie die erste Solo-Single von Jermaine Jackson, That’s How Love Goes (1972), oder die letzten Singles der Supremes mit Diana Ross (Someday We’ll Be Together, 1969) beziehungsweise der Miracles mit Smokey Robinson (We've Come Too Far to End It Now, 1972).

### Hang on in There Baby: Karrierehöhepunkt Mitte der 1970er Jahre
Bristols Vertrag mit Motown endete im Jahre 1973. Gordy war nicht daran interessiert, ihm auch eine Chance als Sänger zu geben, ein Umstand, der Bristol dazu bewog, den Vertrag nicht zu erneuern. Im folgenden Jahr unterschrieb er bei MGM einen Plattenvertrag und veröffentlichte dort sein Debüt Hang on in There Baby mit dem gleichnamigen Single-Hit. Der Song war ein großer Erfolg, Platz drei in Großbritannien sowie Platz acht in den USA und Nummer zwei der amerikanischen R&B-Charts. Cover-Versionen von Bette Midler (1979) und viele Jahre später von Gary Barlow (1997) trugen zur Popularität des Liedes bei. Zwei weitere Kompositionen aus Hang on in There Baby wurden durch andere Interpreten bekannt: Tom Jones nahm Memories Don’t Leave Like People Do auf, während The Osmonds einen großen Hit mit Love Me for a Reason hatten. Bristol erhielt zwei Grammy-Nominierungen, einmal als bester Newcomer und für die beste R&B-Gesangsleistung des Jahres. Dennoch hielt die Zusammenarbeit von Bristol und MGM nur zwei Alben und einige Singles lang. You and I (1974) und Leave My World (1975) waren zwar in den R&B-Charts erfolgreich, der Crossover-Erfolg blieb aber weitgehend aus.
Bristol war auch weiterhin als Produzent gefragt: Mit Soul-Legende Jerry Butler entstand die LP Power Of Love (1973), für Buddy Miles produzierte er All the Faces of Buddy Miles (1974) und dem Schmusesänger der 1950er und 1960er Jahre, Johnny Mathis, verpasste er einen zeitgemäßen Sound auf The Heart of a Woman (1974). Es folgten unter anderem Kollaborationen mit Boz Scaggs (Slow Dancer, 1974), Margie Joseph (Feeling My Way, 1978) und Marlena Shaw (Let Me in Your Life, 1982).
Für zwei Alben, Bristol’s Creme (1976) und Strangers (1978), wechselte Bristol später zu Atlantic. Mit Do It to My Mind gelang Bristol hier noch einmal ein respektabler Hit in den USA (Platz 43, R&B Platz 5), der musikalisch auf die damalige Disco-Ära abzielte und in den Diskotheken sehr erfolgreich war. Bemerkenswerte Aufnahmen entstanden 1980 in Form zweier Duette: Gemeinsam mit Alton McClain nahm Bristol eine neue Version von Hang on in There Baby auf. Noch im gleichen Jahr folgte eine Single mit Amii Stewart, ein Medley aus zwei bekannten Motown-Evergreens, My Guy von Mary Wells und My Girl von den Temptations - Ironie: beide Songs hatte Bristol in seinen Motown-Tagen weder geschrieben noch produziert. Gemeinsam mit Stewart trat Bristol auch in der deutschen TV-Show Musikladen auf und landete noch einmal einen kleinen Hit auf beiden Seiten des Atlantiks: Platz 39 in Großbritannien sowie Platz 63 in den USA und Nummer 76 in den R&B-Charts.

### Nachlassender Erfolg und Comebackversuche: die Jahre nach 1980
Im darauf folgenden Jahr erschien mit Free to Be Me Bristols letztes Album vor einer großen Pause. Love No Longer Has a Hold on Me war ein weiterer Erfolg in den Clubs der damaligen Zeit. Ende der 1980er Jahre meldete sich Bristol für einen Comebackversuch auf dem Label Motorcity zurück. Hier entstanden nur wenige Singles, die kaum zur Kenntnis genommen wurden. Ähnlich erging es seinem Album Life & Love im Jahre 1993. Dafür hatte die Boygroup Boyzone 1994/5 einen großen Erfolg mit einem Remake von Love Me for a Reason. Bristols Name verschwand mehr oder weniger endgültig aus den Schlagzeilen, blieb aber bis zu seinem Tode im Jahre 2004 mit Live-Auftritten aktiv. Bristol starb eines natürlichen Todes.

## Privat
Johnny Bristol war eine Zeitlang mit Iris Gordy, einer Nichte von Berry Gordy Jr., verheiratet. Auch Iris war als Songschreiberin und Produzentin für Motown aktiv.

## Diskografie

### Studioalben
| Jahr | Titel                 | Höchstplatzierung, Gesamtwochen, AuszeichnungChartplatzierungen (Jahr, Titel, Platzierungen, Wochen, Auszeichnungen, Anmerkungen) | Höchstplatzierung, Gesamtwochen, AuszeichnungChartplatzierungen (Jahr, Titel, Platzierungen, Wochen, Auszeichnungen, Anmerkungen) | Anmerkungen                |
| Jahr | Titel                 | UK | US | Anmerkungen                |
| ---- | --------------------- | --- | --- | -------------------------- |
| 1974 | Hang On In There Baby | UK12 (7 Wo.)UK | US82 (17 Wo.)US | Erstveröffentlichung: 1974 |
| 1976 | Bristol’s Creme       | — | US154 (11 Wo.)US | Erstveröffentlichung: 1976 |

Weitere Alben
- 1975: Feeling The Magic
- 1978: Best of
- 1978: Strangers
- 1981: Free to Be Me
- 1993: Life & Love
- 2004: The Years

### Singles
| Jahr | Titel Album                      | Höchstplatzierung, Gesamtwochen, AuszeichnungChartplatzierungen (Jahr, Titel, Album, Platzierungen, Wochen, Auszeichnungen, Anmerkungen) | Höchstplatzierung, Gesamtwochen, AuszeichnungChartplatzierungen (Jahr, Titel, Album, Platzierungen, Wochen, Auszeichnungen, Anmerkungen) | Anmerkungen                                      |
| Jahr | Titel Album                      | UK | US | Anmerkungen                                      |
| ---- | -------------------------------- | --- | --- | ------------------------------------------------ |
| 1974 | Hang On In There Baby            | UK3 Silber · (11 Wo.)UK | US8 (17 Wo.)US | Erstveröffentlichung: Juni 1974                  |
| 1974 | You And I Hang On In There Baby  | — | US48 (7 Wo.)US | Erstveröffentlichung: November 1974              |
| 1976 | Do It To My Mind Bristol’s Creme | — | US43 (11 Wo.)US | Erstveröffentlichung: November 1976              |
| 1980 | My Girl / My Guy Images          | UK39 (5 Wo.)UK | US63 (8 Wo.)US | Erstveröffentlichung: Juli 1980 mit Amii Stewart |